# فرودگاه کراس کیز
فرودگاه کراس کیز (به انگلیسی: Cross Keys Airport) یک فرودگاه همگانی بهره‌برداری هوایی است که یک باند فرود آسفالت دارد و طول باند آن ۱۰۶۷ متر است. این فرودگاه در کشور ایالات متحده آمریکا قرار دارد و در ارتفاع ۴۹ متری از سطح دریا واقع شده‌است.